# ハインリッヒ・エーバーバッハ

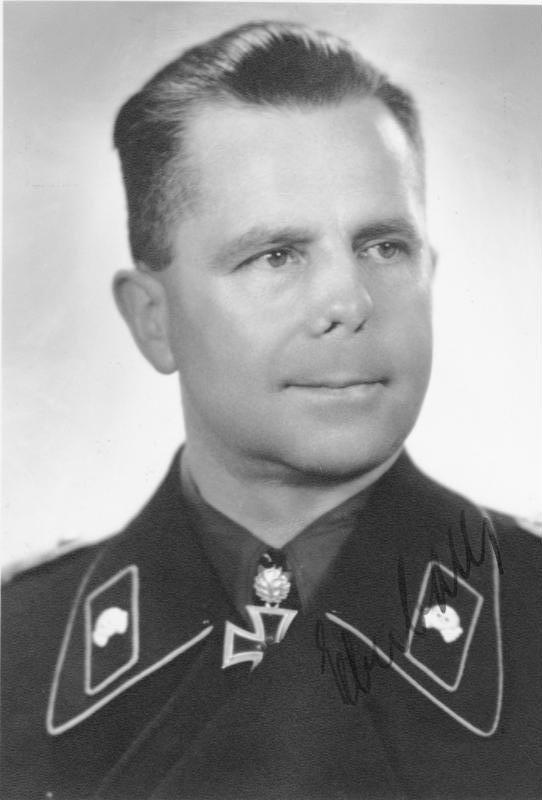
柏葉付騎士鉄十字章を受章したエーバーバッハ（1942年）

ハインリッヒ・クルト・アルフォンス・ヴィリー・エーバーバッハ（Heinrich Kurt Alfons Willy Eberbach、1895年11月24日 - 1992年7月13日）は、ドイツの軍人。最終階級はドイツ国防軍装甲兵大将。

## 経歴
シュトゥットガルトに生まれる。1914年7月に第10ヴュルテンベルク第180歩兵連隊第3中隊に士官候補生として配属される。直後に発生した第一次世界大戦では、1915年5月に狙撃兵連隊「オーストリア皇帝・ハンガリー王フランツ・ヨーゼフ」第122（第4ヴュルテンベルク）連隊に小隊長として転属し、間もなく少尉に昇進。ソンムの戦いに従軍し、1916年9月25日に鼻に重傷を負った後、フランス軍の捕虜となった。スイスの病院に入院し、1917年9月に帰国。1918年1月まで鼻の再生治療を受けた。快復後後備第122歩兵連隊に配属される。1918年9月、所属する連隊がイギリス軍に降伏した。終戦後の1920年1月に軍を離れた。
1919年12月から1935年まで、エスリンゲン・アム・ネッカー及びシュトゥットガルトで警察官として勤務。最初警察中尉、直後に警察大尉、1933年には警察少佐に昇進した。警官としてのキャリアは国家地方警察局長への昇進が最後だった。ナチス政権が成立しドイツが軍備強化に転じると、軍への復帰を決意。少佐として1935年10月に第12対戦車大隊長に任命される。1936年8月、第3装甲師団第6装甲連隊長に転じ、1937年10月に中佐に昇進した。1938年11月には第4装甲師団（師団長ゲオルク＝ハンス・ラインハルト中将）第35装甲連隊長に転じた。
1939年のポーランド侵攻で第二次世界大戦が始まると、第4装甲師団の一員として従軍。1940年6月に騎士鉄十字章を受章。第35装甲連隊を率いて1941年のバルバロッサ作戦にも参加、中央軍集団に属した。同年7月に第4装甲師団第5装甲旅団長に就任。当時の師団長はディートリッヒ・フォン・ザウケン(de:Dietrich von Saucken)だった。1942年3月に少将に昇進し、第4装甲師団長に就任。同年末に第LXXXIV装甲軍団長に転じたが、就任5日目負傷した。1943年1月に中将に昇進した。2月に国内予備軍装甲部隊司令官に転じる。8日後に装甲予備軍司令官に任命された。8月に装甲兵大将に昇進。

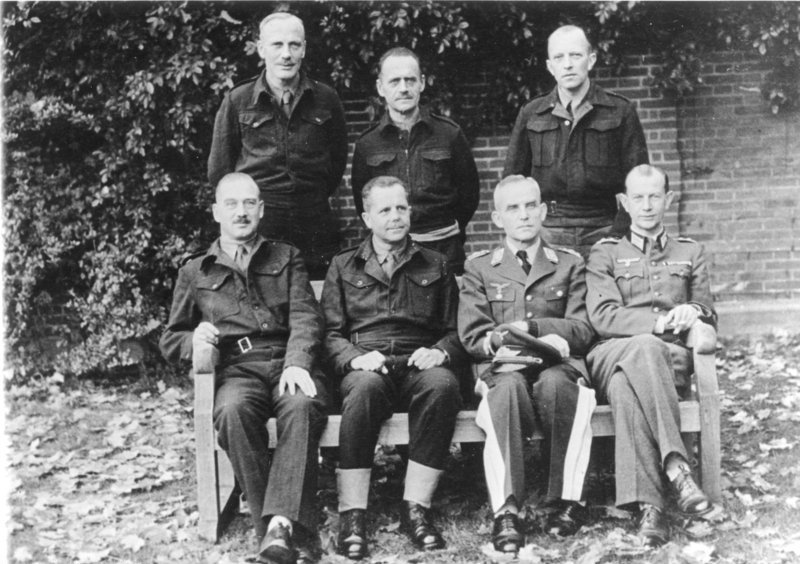
捕虜収容所でのエーバーバッハ（前列左から二人目、1944年11月）

1944年、フランス駐留軍に転属。ノルマンディー上陸作戦ではジュノー・ビーチとソード・ビーチで上陸するイギリス軍を迎え撃った。西方装甲集団司令官に任命され、同集団はのちに第5装甲軍と改称された。第7軍の一部であるエーバーバッハ装甲集団司令官を兼ねる。8月31日、偵察行動中にアミアンでイギリス軍の捕虜となった。イギリスのトレント・パーク捕虜収容所に収監され、1948年1月に釈放された。
バーデン＝ヴュルテンベルク州ノッツィンゲンで死去した。